# 나무네발톱도마뱀붙이
나무네발톱도마뱀붙이(Gehyra variegata)는 트리 디텔라(tree dtella), 배리게이트 디텔라(variegated dtella), 배리 디텔라(varied dtella)라 불리며, 호주 내륙에 고유한 도마뱀붙이류의 일종이다.

## 진화
나무네발톱이 속한 도마뱀붙이과는 곤드와나 초대륙에서 기원했다. 호주 대륙이 곤드와나에서 떨어져나갈 때, 원시 아가마도마뱀류(agamids), 돌도마뱀붙이류(diplodactlyds)가 서식하고 있었고, 일부는 훗날 도마뱀붙이류로 진화한다. 도마뱀의 진화의 역사가 흐르는 동안 도마뱀붙이과, 도마뱀붙이아과는 먹을 때 혀보다 턱을 주로 쓰는 Scleroglossa group에서 발달하였다. Scleroglossa group은 도마뱀붙이과를 포함한 세 과로 이루어진 도마뱀붙이아목을 포함한다.

## 형태
나무네발톱은 주둥이에서 항문까지 55mm, 꼬리는 70mm 에 달한다. 나무네발톱의 등은 상당히 다양한 색깔을 띄는데, 어쩌면 여러 종이 지금의 이름으로 불리는 데 기여했을지도 모른다. 색깔은 개체군마다 다양하여 회색에서 갈색 바탕에 검고 흰 반점무늬가 체커 모양으로 나있고, 동부 개체군의 경우 대리석 무늬를, 서부 개체군의 경우 검은 줄무늬와 흰색, 연갈색 점무늬를 띈다. 이러한 무늬들은 등 표면 전체에 특이한 그물무늬를 이룬다.
나무네발톱의 몸의 비늘은 작고 균일하며, 머리의 눈사이비늘(inter-orbital scale)은 눈코사이비늘(loreal scale)보다 훨씬 작다. 주둥이비늘(rostral scale)은 윗부분의 경계는 기울기가 가파르다.
나무네발톱의 머리의 측면에는 검은 줄이 몇 개 있고, 몸뚱이의 밑부분은 흰색이다. 어떤 물체를 휘감을 수 있는 긴 꼬리가 있으며, 일반적으로 주둥이-항문 길이의 55%에 달한다.
나무네발톱의 발가락에는 발톱이 달려있고, 끝부분에 큰 빨판이 달려있어서 기어오를 수 있다. 모든 엄지발가락에는 발톱이 없는데, 네발톱도마뱀붙이류의 특징이다. 발가락에는 반으로 나뉜 subdigital lamellae이 나있고 세 번째, 네 번째 발가락 사이에는 물갈퀴가 없다.

## 분포와 서식지
나무네발톱은 삼림지대, 덤불지대, 대개 건조한 바위로 뒤덮인 환경 따위의 건조에서 아습윤에 이르는 지대에서 서식한다. 나무나 바위에서 살아가며, 느슨한 나무껍질이나 나무의 구멍, 틈새와 박리된 바위 밑에서 발견된다. 나무네발톱은 나무에서는 지면에서 1m 이상 떨어져 있는 곳에 은신하기를 선호하지만 지면의 잔해 밑에서도 발견된다.
북서부와 남동부를 제외한 호주 내륙에 서식한다. 현장 연구를 통해 나무네발톱이 지리학적 분포범위 안에서 메타개체군(metapopulation) 구조를 보인다는 것이 밝혀졌다.

## 생태
나무네발톱은 교란된 지역의 아주 좁은 구역에서 살아남을 수 있는 능력이 있는데, 환경이 바뀜에 따라 서식지를 바꿀 수 있기 때문이다. 예시로 자연보전구역에 서식하는 나무네발톱의 개체군들은 조각난 초지의 쓰러진 나무와 유칼립투스 나무에서 숨어산다.
나무네발톱은 외온동물이며, 체온 유지를 외부 물질과의 열 교환에 의존하는 접온동물(thigmotherm)의 소집단으로 분류된다. 나무네발톱은 수목성이며, 낮에 햇빛이 나무의 다른 부분을 데우면 낮에 나무껍질 밑에서 기어나와 위치를 바꾸는 것으로 이러한 습성을 보여준다. 이러한 체온조절행위는 소화에 필요한 높은 열에너지와 관련이 있다고 여겨진다.

## 식성
나무네발톱은 딱정벌레, 흰개미, 메뚜기, 바퀴벌레, 거미 따위를 먹는다. 나무네발톱은 해가 지고 나서 세 시간 동안 먹이 구하기에 나서며, 집에서 10m 이상 떨어지지 않는다.

## 생애
나무네발톱의 수명은 5년 이상이고 부화한지 3년이 지나면 성숙한다. 난생하며 한 번에 한 개의 껍질이 단단한 알을 나무껍질, 나뭇가지, 바위 밑의 구멍 따위에 낳으며, 보통 번식기에 한 달 간격으로 두 번 낳는다. 알의 긴지름은 10 - 11 mm 이고 첫 산란은 11월 말에 이루어진다. 부화에는 61–79 일이 소요된다. 유체는 꼬리까지 45mm이다. 알을 공동으로 낳는 일이 흔해서, 둥지 하나에서 35 개까지의 알이 발견되었다.

## 습성
야행성이긴 하지만 추운 계절에는 햇빛을 쬐거나, 그늘진 곳에서 돌아다닌다. 수컷은 영역을 지키는 경향이 있으며 한 마리의 수컷이 몇 마리의 암컷과 은신처를 공유한다. 나무네발톱은 인간 거주지에서도 살아가며, 밤에 거리의 불빛에 이끌린 동물들을 사냥하는 모습을 볼 수 있다. 나무네발톱은 짹짹댈 수 있다.